# Jag skall gå genom tysta skyar
Jag skall gå genom tysta skyar är egentligen några strofer ur dikten Den hemlöse av Dan Andersson.  Den fanns bland hans kvarlåtenskap och finns bland annat att hitta i  diktsamlingen Efterlämnade dikter. Den oftast sjungna tonsättningen är gjord av Gunde Johansson. 
Jag skall gå genom tysta skyar,
genom hav av stjärnors ljus,
och vandra i vita nätter,
tills jag funnit min faders hus.
Jag skall klappa sakta på porten
där ingen mer går ut,
och jag skall sjunga av glädje,
som jag aldrig sjöng förut.